# Priestersberg
Priestersberg ist ein Weiler in der Ortsgemeinde Buchholz (Westerwald) im Landkreis Neuwied in Rheinland-Pfalz. Der Ort gehört der Verbandsgemeinde Asbach an und war bis zum 16. März 1974 ein Ortsteil der bis dahin eigenständigen Gemeinde Krautscheid.

## Lage
Priestersberg liegt im Niederwesterwald, unmittelbar an der Grenze zu Nordrhein-Westfalen. Zusammen mit dem westlich gelegenen und bereits zu Nordrhein-Westfalen gehörenden Nachbarort Eulenberg bildet Priestersberg eine zusammenhängende Siedlungsfläche. Weitere Nachbarorte sind Uckerath im Norden, Wasserheß im Nordosten, Kölsch-Büllesbach im Osten, Wertenbruch im Süden und Überholz im Südwesten.
In der Nähe von Priestersberg liegt der Krathbach. Im Ort beginnt die Kreisstraße 57, die Landesstraße 275 liegt rund einen Kilometer östlich von Priestersberg.

## Geschichte
Priestersberg gehörte bis ins Jahr 1803 zum Kurfürstentum Köln. Durch den Reichsdeputationshauptschluss wurde der Ort zunächst den Fürsten zu Wied-Runkel zugesprochen, kam aber nach der Bildung des Rheinbundes im Jahr 1806 an das Herzogtum Nassau. Verwaltungstechnisch war Priestersberg der Honnschaft Krautscheid im Kirchspiel Asbach zugeordnet, die wiederum vom Amt Altenwied verwaltet wurde. Nach den Beschlüssen vom Wiener Kongress wurde das gesamte Rheinland und somit auch Priestersberg Teil des Königreiches Preußen. Dort gehörte die Ortschaft Priestersberg zum Standesherrlichen Kreis Neuwied.
Im Jahr 1817 schloss sich die Honnschaft Krautscheid der Bürgermeisterei Asbach im Regierungsbezirk Koblenz in der Provinz Großherzogtum Niederrhein an. 1822 fusionierte die Provinz Großherzogtum Niederrhein mit der Provinz Jülich-Kleve-Berg zur Rheinprovinz. Im Jahr 1835 wurde Buchholz durch das Erzbistum Köln zu einem Pfarrbezirk erhoben, in den auch Priestersberg wechselte. Der Standesherrliche Kreis Neuwied wurde 1848 vollständig in den Kreis Neuwied eingegliedert. Bei der preußischen Volkszählung vom 1. Dezember 1871 gab es in Priestersberg sieben Gehöfe mit insgesamt 37 Einwohnern. Die Bürgermeisterei Asbach wurde 1927 in Amt Asbach umbenannt.
Nach dem Ende des Zweiten Weltkrieges kam Priestersberg in die Französische Besatzungszone, aus deren Teil der Rheinprovinz im Jahr 1946 das Bundesland Rheinland-Pfalz neu gebildet wurde. Das Amt Asbach wurde am 1. Oktober 1968 in eine Verbandsgemeinde umgewandelt, diese wiederum fusionierte am 7. November 1970 mit der Verbandsgemeinde Neustadt (Wied) zu der heutigen Verbandsgemeinde Asbach. Die Gemeinde Krautscheid fusionierte am 16. März 1974 mit der Gemeinde Griesenbach und einem Teil der Gemeinde Elsaff zu einer neuen Gemeinde, die den Namen Buchholz (Westerwald) erhielt und zu der Priestersberg seitdem gehört.